# Saga Vatnsdœla
La Saga Vatnsdœla (o Saga de los habitantes del Valle del Lago) es una de las sagas de los islandeses. Es una crónica familiar sobre el clan de los Vatnsdælir, probablemente escrita a mediados del siglo XIII. Se desarrolla en el valle situado al sur de Húnaflói (Golfo de los Oseznos), en la parte septentrional de Islandia.

## Trama
Ingimundur Þorsteinsson, el nieto del caudillo noruego Ketil Raum de Romsdal, luchó a favor de Harald I de Noruega de Noruega en la batalla de Hafrsfjord, por lo que fue premiado. Siguiendo las palabras de una adivina, viaja a Islandia donde vive hasta la vejez. La saga cuenta la historia de la familia durante el siglo X hasta la cristianización de la isla, desde Ingimundur hasta la muerte de su bisnieto Þorkell. 

## Características
El autor de la obra tiende a agrupar a los personajes en categorías: la nobleza y sabiduría del patriarca Ingimundur, su hijo Þorsteinn y su bisnieto; por otro lado los impulsivos Bergr el Valiente y Jökull Ingimundarson, y por último los malvados hechiceros del Seidr Þórólfr, Hrólleifur Arnaldsson y Ljót, su madre.
La saga tiene mucho en común con otras posteriores sagas islandesas, pero con sus elementos de exageración y caracterizaciones superficiales debió ser una obra más antigua, pues muchas de sus secciones se pueden encontrar en Landnámabók.

## Traducciones
- The Saga of the People of Vatnsdal. Translated by Andrew Wawn. In: Viðar Hreinsson (General Editor): The Complete Sagas of Icelanders including 49 Tales. Reykjavík: Leifur Eiríksson Publishing, 1997. Vol. IV, pp. 1-66. ISBN 9979-9293-4-0.